# 浪河水库
浪河水库是中国湖北省十堰市丹江口市境内的一座水库，位于汉江支流浪河上，建于1971年。水库正常库容为1440万立方米，集雨面积为289.3平方千米，海拔为128米。